# Wierookceder
De wierookceder (Calocedrus decurrens, synoniem: Libocedrus decurrens) is een groenblijvende conifeer uit de cipresfamilie (Cupressaceae). Het natuurlijke verspreidingsgebied ligt in het westen van Noord-Amerika en loopt van Centraal-Oregon tot in het uiterste westen van Nevada en het noorden van Baja California. Lokaal wordt de boom meestal incense cedar genoemd, maar om hem van andere soorten uit het geslacht Calocedrus te onderscheiden, wordt de naam California incense cedar gebruikt.

## Beschrijving
De wierookceder wordt tot 57 meter hoog, met een stam met een diameter tot 3,6 meter. Waar de boom in Europa voorkomt, met name in oude tuinen, heeft de boom een lange, slanke vorm en bereiken ze maximaal 40 meter hoogte.
De schors is vezelig en rood- tot kaneelbruin met lange, opkrullende platen. De bladeren (naalden) staan aan opstijgende loten. De zijbladen zijn kort toegespitst, met ingebogen top, waardoor de loot niet stekelig is. De loten zijn opvallend lang (3 tot 14 mm) en diep matgroen. De onderkant ervan is nergens wit, in tegenstelling tot bijvoorbeeld Austrocedrus chilensis. De mannelijke kegeltjes zijn roodbruin tot lichtbruin. De vrouwelijke kegels zijn ovaalvormig en zijn rood- tot goudbruin. Er zitten vier of minder zaden in zo'n kegel.
1. ↑  (en) Wierookceder op de IUCN Red List of Threatened Species.